# La cosa più semplice è complicare tutto
La cosa più semplice è complicare tutto (Lo más sencillo es complicarlo todo) è un film messicano del 2018 diretto da Rene Bueno.

## Trama
Una diciassettenne scopre che il giornalista TV di cui è innamorata è già fidanzato. Con l'aiuto di un'amica escogita un piano elaborato per impedirne il matrimonio.

## Distribuzione
Il film è stato distribuito in Messico dal 26 gennaio 2018. In Italia il film è disponibile su Netflix.